# Damernas 100 meter fjärilsim vid världsmästerskapen i kortbanesimning 2024
Damernas 100 meter fjärilsim vid världsmästerskapen i kortbanesimning 2024 avgjordes den 13 och 14 december 2024 i Donau Arena i Budapest i Ungern.
Guldet togs av amerikanska Gretchen Walsh efter ett lopp på 52,71 sekunder, vilket blev ett nytt världsrekord. Silvret togs av nederländska Tessa Giele och bronset togs av australiska Alexandria Perkins.

## Rekord
Inför tävlingens start fanns följande världs- och mästerskapsrekord:
|                   | Namn            | Nation | Tid   | Ort                   | Datum            |
| ----------------- | --------------- | ------ | ----- | --------------------- | ---------------- |
| Världsrekord      | Maggie Mac Neil | Kanada | 54,05 | Melbourne, Australien | 18 december 2022 |
| Mästerskapsrekord | Maggie Mac Neil | Kanada | 54,05 | Melbourne, Australien | 18 december 2022 |

Följande nya rekord noterades under mästerskapet:
| Datum       | Omgång      | Namn           | Nationalitet | Tid   | Rekord |
| ----------- | ----------- | -------------- | ------------ | ----- | ------ |
| 13 december | Heat 5      | Gretchen Walsh | USA          | 53,24 | 0VR0   |
| 13 december | Semifinal 2 | Gretchen Walsh | USA          | 52,87 | 0VR0   |
| 14 december | Final       | Gretchen Walsh | USA          | 52,71 | 0VR0   |

## Resultat

### Försöksheat
Försöksheaten startade den 13 december klockan 10:01.
| Placering | Heat | Bana              | Namn                   | Nationalitet       | Tid     | Noteringar |
| --------- | ---- | ----------------- | ---------------------- | ------------------ | ------- | ---------- |
| 1         | 5    | 4                 | Gretchen Walsh         | USA                | 53,24   | 0Q0, 0VR0  |
| 2         | 4    | 6                 | Tessa Giele            | Nederländerna      | 55,71   | 0Q0, 0NR0  |
| 3         | 4    | 4                 | Louise Hansson         | Sverige            | 55,86   | 0Q0        |
| 4         | 3    | 4                 | Alexandria Perkins     | Australien         | 55,97   | 0Q0        |
| 5         | 5    | 2                 | Ellen Walshe           | Irland             | 56,17   | 0Q0, 0NR0  |
| 6         | 4    | 5                 | Laura Lahtinen         | Finland            | 56,20   | 0Q0        |
| 7         | 4    | 3                 | Arina Surkova          | Neutral Athletes B | 56,28   | 0Q0        |
| 8         | 5    | 3                 | Mizuki Hirai           | Japan              | 56,30   | 0Q0        |
| 9         | 4    | 2                 | Anastasija Kuljasjova  | Neutral Athletes A | 56,42   | 0Q0        |
| 10        | 5    | 5                 | Lily Price             | Australien         | 56,50   | 0Q0        |
| 11        | 5    | 6                 | Chen Luying            | Kina               | 56,84   | 0Q0        |
| 12        | 3    | 3                 | Darja Klepikova        | Neutral Athletes B | 56,88   | 0Q0        |
| 13        | 3    | 7                 | Hazel Ouwehand         | Nya Zeeland        | 56,97   | 0Q0        |
| 14        | 3    | 1                 | Georgia Damasioti      | Grekland           | 57,14   | 0Q0        |
| 15        | 4    | 1                 | Helena Rosendahl Bach  | Danmark            | 57,40   | 0Q0        |
| 16        | 5    | 8                 | Iris Julia Berger      | Österrike          | 57,44   | 0Q0        |
| 17        | 3    | 2                 | Sara Junevik           | Sverige            | 57,49   | R          |
| 18        | 3    | 6                 | Elena Capretta         | Italien            | 57,56   | R          |
| 19        | 4    | 7                 | Panna Ugrai            | Ungern             | 57,95   |            |
| 20        | 5    | 1                 | Nicholle Toh           | Singapore          | 58,03   |            |
| 21        | 5    | 7                 | Gong Zhenqi            | Kina               | 58,29   |            |
| 22        | 4    | 8                 | Paulina Peda           | Polen              | 58,54   |            |
| 23        | 3    | 8                 | Hoi Ching Yeung        | Hongkong           | 58,70   |            |
| 24        | 3    | 0                 | Kristen Romano         | Puerto Rico        | 58,93   |            |
| 25        | 4    | 0                 | María José Mata Cocco  | Neutral Athletes C | 58,96   |            |
| 26        | 5    | 9                 | Sofia Spodarenko       | Kazakstan          | 59,22   |            |
| 27        | 4    | 9                 | Zora Ripková           | Slovakien          | 59,23   |            |
| 28        | 2    | 3                 | Ana Nizharadze         | Georgien           | 1.00,31 |            |
| 29        | 3    | 9                 | Alexia Sotomayor       | Peru               | 1.00,46 |            |
| 30        | 2    | 4                 | Varsenik Manucharyan   | Armenien           | 1.00,52 |            |
| 31        | 2    | 5                 | Jessica Calderbank     | Jamaica            | 1.00,62 |            |
| 32        | 2    | 7                 | Karina Solera          | Costa Rica         | 1.00,66 |            |
| 33        | 2    | 2                 | Oumy Diop              | Senegal            | 1.00,77 |            |
| 34        | 2    | 1                 | María Schutzmeier      | Nicaragua          | 1.01,15 |            |
| 35        | 1    | 8                 | Kim Sol-song           | Nordkorea          | 1.01,58 |            |
| 36        | 2    | 8                 | Paige Schendelaar-Kemp | Samoa              | 1.01,84 |            |
| 37        | 2    | 6                 | Imara-Bella Thorpe     | Kenya              | 1.01,99 | 0NR0       |
| 38        | 5    | 0                 | Jaime Mote             | Sydafrika          | 1.02,27 |            |
| 39        | 2    | 0                 | Ashley Calderon        | Honduras           | 1.02,51 |            |
| 40        | 1    | 4                 | Anje Van As            | Zimbabwe           | 1.02,56 |            |
| 41        | 2    | 9                 | Cheang Weng Chi        | Macao              | 1.03,48 |            |
| 42        | 1    | 5                 | Davia Richardson       | Belize             | 1.03,72 |            |
| 43        | 1    | 0                 | Liana Planz            | Amerikanska Samoa  | 1.05,68 |            |
| 44        | 1    | 9                 | Kaltra Meca            | Albanien           | 1.06,10 |            |
| 45        | 1    | 3                 | Amaya Bollinger        | Guam               | 1.06,38 |            |
| 46        | 1    | 6                 | Amazya Macrooy         | Surinam            | 1.11,77 |            |
| 47        | 1    | 1                 | Rana Saadeldin         | Sudan              | 1.12,54 |            |
| 48        | 1    | 7                 | Mayah Chouloute        | Haiti              | 1.16,31 |            |
|           | 3    | 5                 | Regan Smith            | USA                | 0DNS0   | 0DNS0      |
| 1         | 2    | Meral Ayn Latheef | Maldiverna             | 0DSQ0              | 0DSQ0   |            |

### Semifinaler
Semifinalerna startade den 13 december klockan 18:20.
| Placering | Heat | Bana | Namn                  | Nationalitet       | Tid   | Noteringar |
| --------- | ---- | ---- | --------------------- | ------------------ | ----- | ---------- |
| 1         | 2    | 4    | Gretchen Walsh        | USA                | 52,87 | 0Q0, 0VR0  |
| 2         | 2    | 5    | Louise Hansson        | Sverige            | 55,03 | 0Q0        |
| 3         | 2    | 3    | Ellen Walshe          | Irland             | 55,50 | 0Q0, 0NR0  |
| 4         | 1    | 5    | Alexandria Perkins    | Australien         | 55,57 | 0Q0        |
| 5         | 1    | 6    | Mizuki Hirai          | Japan              | 55,68 | 0Q0        |
| 6         | 1    | 2    | Lily Price            | Australien         | 55,74 | 0Q0        |
| 7         | 1    | 4    | Tessa Giele           | Nederländerna      | 55,50 | 0Q0, 0NR0  |
| 8         | 1    | 7    | Darja Klepikova       | Neutral Athletes B | 56,12 | 0Q0        |
| 9         | 2    | 6    | Arina Surkova         | Neutral Athletes B | 56,20 | R          |
| 10        | 1    | 3    | Laura Lahtinen        | Finland            | 56,26 | R          |
| 11        | 1    | 8    | Iris Julia Berger     | Österrike          | 56,38 |            |
| 12        | 2    | 7    | Chen Luying           | Kina               | 56,48 |            |
| 13        | 2    | 2    | Anastasija Kuljasjova | Neutral Athletes A | 56,57 |            |
| 14        | 2    | 1    | Hazel Ouwehand        | Nya Zeeland        | 56,60 |            |
| 15        | 1    | 1    | Georgia Damasioti     | Grekland           | 57,12 |            |
| 16        | 2    | 8    | Helena Rosendahl Bach | Danmark            | 57,27 |            |

### Final
Finalen startade den 14 december klockan 17:32.
| Placering | Bana | Namn               | Nationalitet  | Tid   | Noteringar |
| --------- | ---- | ------------------ | ------------- | ----- | ---------- |
| 1         | 4    | Gretchen Walsh     | USA           | 52,71 | 0VR0       |
| 2         | 1    | Tessa Giele        | Nederländerna | 54,66 | 0NR0       |
| 3         | 6    | Alexandria Perkins | Australien    | 55,10 | 0AR0       |
| 4         | 5    | Louise Hansson     | Sverige       | 55,23 |            |
| 5         | 2    | Mizuki Hirai       | Japan         | 55,61 |            |
| 6         | 3    | Ellen Walshe       | Irland        | 55,68 |            |
| 7         | 7    | Lily Price         | Australien    | 55,82 |            |
| 8         | 8    | Laura Lahtinen     | Finland       | 56,92 |            |